# 君柏
君柏（英語：The Zumurud），前稱芊薈，2015年5月6日更名，位處於香港九龍亞皆老街202至204號（近馬頭圍九龍城警署及天光道遊樂場），是長江實業地產與郭炳湘旗下帝國集團合作發展的豪華住宅屋苑，原址為民安隊訓練中心，地皮於2010年公開拍賣，售價港幣41億元（樓面呎價1.04萬元）。物業分為6座（不設第4座），樓高21至22層，將提供228個單位，於2016年3月發售，於2016年9月入伙（9年樓齡） 。

## 住宅
屋苑由6座物業組成，樓高20層，一層設兩伙，共提供228個單位，以4房連雙套房間隔為主，實用面積由1,623至2,120方呎。建築面積由2370至2790方尺。連平台或天台的特色戶，則各佔12伙，實用面積由1,574至2,120方呎。單位開則以「長」作為吸引買家，全長逾70呎。港鐵觀塘及迪士尼線的每卡列車平均亦只是長約75呎。長實以「接近完美」形容單位開則。原價約5600萬起。

## 設施
會所面積22,435方呎，設施方面包括戶外泳池、健身室、宴會廳、室內兒童遊樂室等。屋苑設267個住客停車位，車位比例為1：1。

## 建築圖像

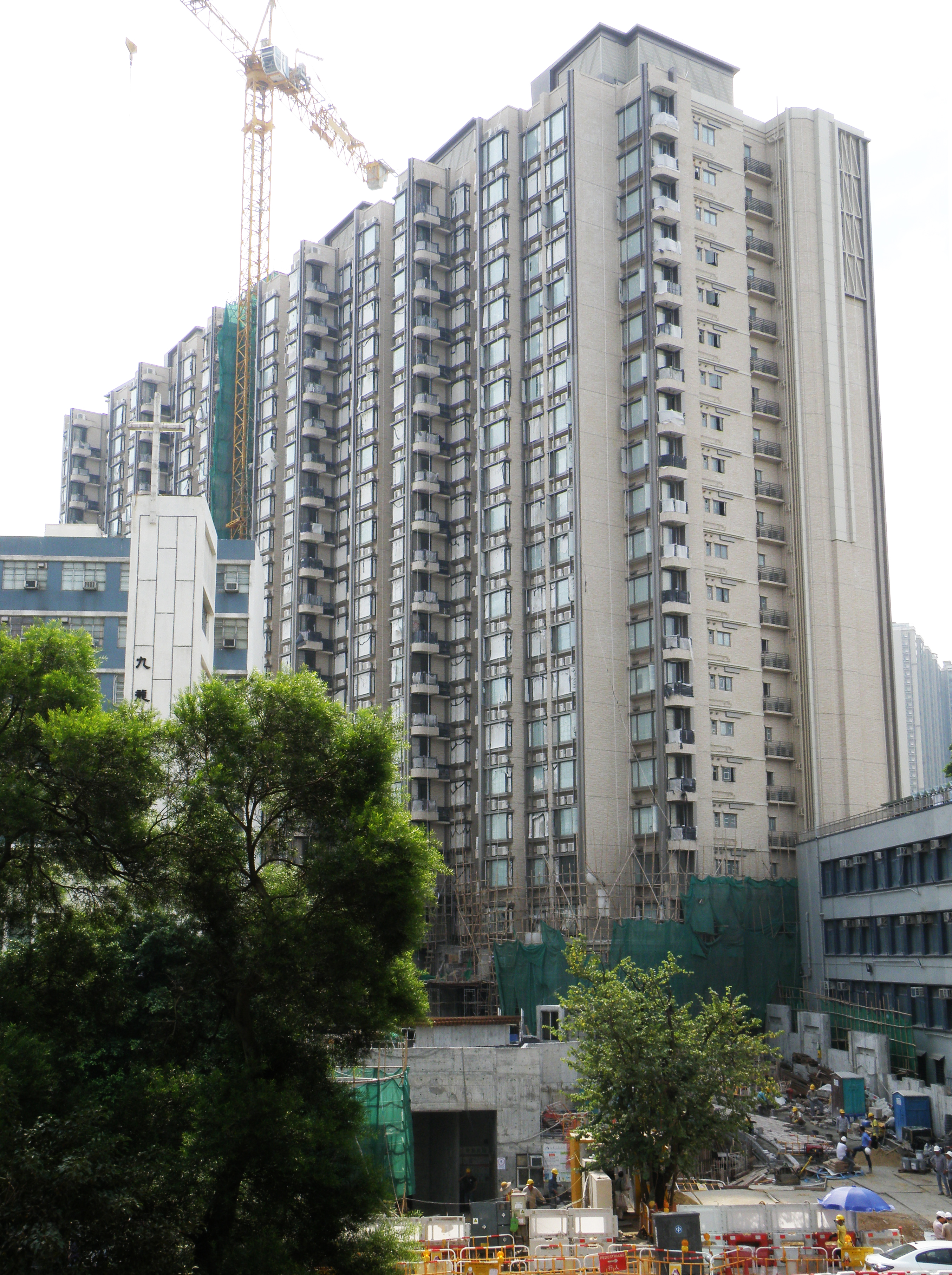
2015年10月
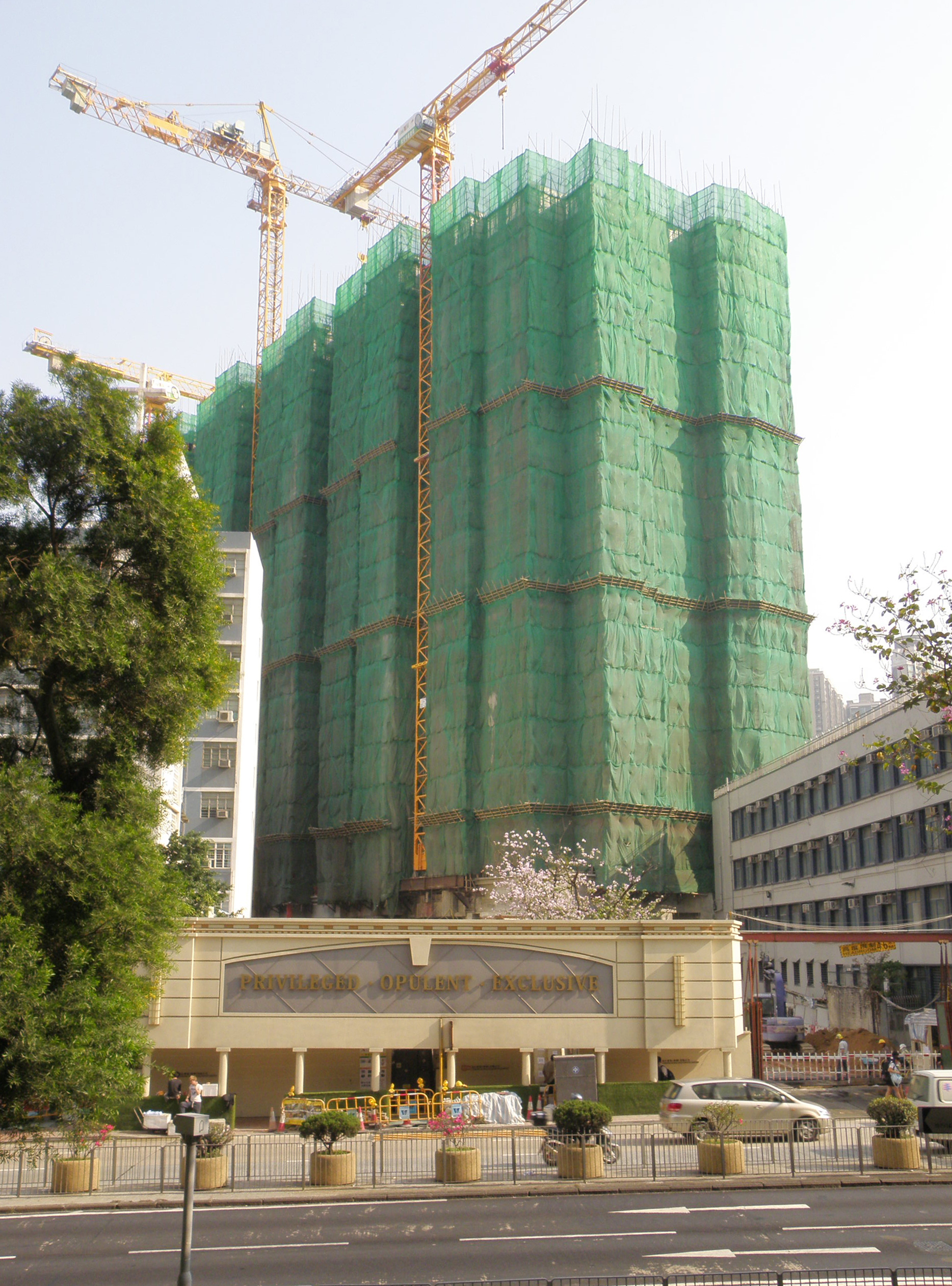
2015年3月

## 毗鄰
- 九龍城警署
- 九龍城裁判法院
- 天光道遊樂場
- 九龍城浸信會
- 香港培道小學
- 馬頭圍邨
- 雅士花園